# Eremochroa
Eremochroa là một chi bướm đêm thuộc họ Noctuidae.

## Các loài
- Eremochroa alphitias Meyrick, 1897 (Úc)
- Eremochroa lunata (Lower, 1903)
- Eremochroa macropa (Lower, 1897)
- Eremochroa paradesma Lower, 1902 (Úc)
- Eremochroa psammias Meyrick, 1897 (Úc)
- Eremochroa thermidora Hampson, 1909